# Festival Termómetro Unplugged
O Festival Termómetro é um festival-concurso de música acústica criado pelo radialista e apresentador de televisão Fernando Alvim que teve lugar pela primeira vez na cidade do Porto, em 1994. O festival começa todos os anos no início do outono, por diversas cidades de Portugal. Tem como propósito divulgar novos artistas emergentes em Portugal.
De entre todas as submissões recebidas, a organização selecciona as 24 melhores bandas e divide-as por várias etapas, realizadas por todo o país (e até em Espanha, no caso das mais recentes edições). Daí, são escolhidas 5 bandas para actuar na Final, onde é consagrado o grande vencedor do Festival Termómetro.
O Festival Termómetro foi a rampa de lançamento para artistas consagrados como os vencedores Silence 4, Mazgani ou Blind Zero. No entanto, pelo festival também participaram grandes nomes da música portuguesa, então em início de carreira. A lista inclui artistas como Ornatos Violeta, Ana Bacalhau, B Fachada, Capicua, Alex D’Alva Teixeira, DJ Ride, Linda Martini, Richie Campbell, Salto, Marta Ren, Tatanka, Terrakota, Noiserv ou You Can’t Win, Charlie Brown.

## História
Nas primeiras edições, designadas de Festival Termómetro Unplugged, o evento "premeia a originalidade em detrimento da imitação", ao impor como regra de participação "o uso obrigatório de instrumentos acústicos por parte de todas as bandas participantes". 
Os primeiros vencedores do Festival foram os portuenses Blind Zero, numa edição que também contou com a participação de conjuntos como os Alucina Eugénio ou Ornatos Violeta. Após a vitória no Festival, os Blind Zero assinam contrato com uma editora discográfica, lançam o seu primeiro álbum - 'Trigger', que chega a Disco de Ouro com 20 mil cópias vendidas. Nos anos seguintes, o número de participações duplica a cada edição e várias editoras associam-se ao Festival, através de colectâneas ou da promessa de um álbum editado ao vencedor.
Adaptado aos tempos do mercado musical, o Festival Termómetro ofereceu nas primeiras edições ao seu vencedor a gravação de pequenos álbuns. Actualmente, o vencedor terá acesso a 20 horas de gravação em estúdio, um videoclipe e concertos agendados nas próximas edições dos festivais NOS Alive e BONS SONS.